# K-27
Pour les articles homonymes, voir K27.
Le K-27 est un sous-marin nucléaire d'attaque soviétique de la classe November (code OTAN) / Projet 645, faisant partie de la flotte du Nord qui a été sabordé en mer de Kara avec l'intégralité de son combustible nucléaire présent dans le réacteur le 6 septembre 1982. 

## Historique
Sa quille est posée le 15 juin 1958 au chantier naval de Severodvinsk sous le numéro de coque 402. Il est lancé le 1er avril 1962 et mis en service le 30 octobre 1963 en tant que « sous-marin d'attaque à titre expérimental ». Le K-27 rejoint officiellement la flotte nordique soviétique le 7 septembre 1965 et est affecté à la 17e division de sous-marins, dont le siège est à Gremikha.
Les réacteurs nucléaires du K-27 ont posé des problèmes dès leur première criticité, mais le K-27 a pu mener des opérations d’essais pendant environ cinq ans. Le 24 mai 1968, la puissance d’un de ses réacteurs a brutalement chuté, des gaz radioactifs ont été libérés dans sa salle des machines et les niveaux de rayonnement dans tous ses compartiments ont augmenté dangereusement de 1,5 Gy par heure. La formation de l’équipage par la marine soviétique avait été insuffisante et ces marins ne savaient pas que leur réacteur nucléaire avait souffert de défaillances importantes des éléments combustibles. Neuf membres de l’équipage seront mortellement irradiés à la suite de cette panne. Environ un cinquième du cœur du réacteur avait subi un refroidissement inadéquat causé par des débits de refroidissement irréguliers. Des points chauds dans le réacteur s’étaient rompus, libérant du combustible nucléaire et des produits de fission nucléaires dans le liquide de refroidissement à base de métal liquide Plomb-Bismuth, qui les faisait circuler dans tout le compartiment du réacteur.
Le K-27 est retiré du service dans la baie de Gremikha à partir du 20 juin 1968. Le refroidissement des réacteurs et divers projets expérimentaux ont été réalisés à bord du sous-marin jusqu'en 1973. Celles-ci comprenaient le redémarrage du réacteur tribord jusqu'à 40% de la production maximale d'énergie. On envisageait de découper le compartiment du réacteur et de le remplacer par un nouveau contenant des réacteurs standard refroidis par eau VM-A. La reconstruction ou le remplacement du réacteur nucléaire a été jugé trop coûteux et inapproprié, car des sous-marins nucléaires plus modernes étaient déjà entrés en service dans la marine soviétique,.

## Sabordage en mer de Kara
Le K-27 est officiellement désarmé le 1er février 1979 et son compartiment réacteur rempli d'un mélange spécial de durcissement d'alcool furfurylique, bitume et béton au cours de l'été 1981 pour sceller le compartiment afin d'éviter la pollution de l'océan par des produits radioactifs, les réacteurs du vaisseau menaçant d'exploser à tout moment. Cette tâche a été effectué par le chantier naval Severodvinsk N ° 893 « Zvezdochka ». 
Il est ensuite remorqué vers une zone d'entraînement spéciale dans l'est de la mer de Kara, où il est sabordé le 6 septembre 1982 à la position 72° 31′ 28″ N, 55° 30′ 09″ E, au large de la côte nord-est de la Nouvelle-Zemble, dans un fjord d'une profondeur de seulement 33 mètres. Pour le bon déroulement de l'opération, il était nécessaire de frapper l'arrière du submersible afin de percer ses citernes de lestage arrière, car son étrave avait heurté le fond de la mer alors que sa poupe était encore à flot. Ce sabordage a été effectué contrairement à la demande à l’Agence internationale de l’énergie atomique (AIEA), qui exige que les sous-marins et les navires de surface à propulsion nucléaire soient sabordés à une profondeur d’au moins 3 000 mètres.  
La dernière expédition scientifique du site du sabordage par le Ministère russe des urgences date de septembre 2006. De nombreux échantillons d’eau de mer, de fonds marins et de vie marine ont été rassemblés puis analysés. Le rapport final indiquait que les niveaux de rayonnement de la zone étaient stables.   

### Projet de renflouement
Dans un rapport interne du ministère russe de l'Environnement, qui date de l'été 2011 et qui a été présenté au Kremlin, des experts demandent que le K-27 soit renfloué « en 2014 au plus tard ». En effet, les infiltrations d'eau dans le réacteur contenant du combustible nucléaire hautement enrichi provoquent à la longue une réaction en chaîne incontrôlable, qui pourrait libérer finalement une énorme quantité de matières radioactives. 
En 2017, il est nouveau question de renflouer le sous-marin d'ici à 2022. Le centre de recherche de l’état Krylov de Saint-Pétersbourg a annoncé qu'il travaillait sur un projet de ponton flottant en catamaran, capable de soulever de lourdes charges depuis le fond marin. 
Outre le sous-marin K-27 et ses deux réacteurs nucléaires, 17 000 conteneurs de déchets nucléaires ont également été immergés en mer, ainsi que 19 navires chargés de déchets radioactifs, 14 réacteurs nucléaires, dont 5 contenaient encore des barres de combustible utilisables et 735 autres pièces de machinerie radioactive lourde,. 